# ロイヤルパースゴルフ協会
ロイヤルパースゴルフ協会 (ロイヤルパースゴルフきょうかい、Royal Perth Golfing Society)、またはフルネームでロイヤルパースゴルフソサエティ&カウンティアンドシティクラブ (Royal Perth Golfing Society & County and City Club) は、スコットランドのパースにあるゴルフクラブおよび紳士クラブで、ノースインチを見下ろす場所に施設を持っている。

## 歴史
パースゴルフ協会 (Perth Golfing Society) として1824年に設立された。
1833年にウィリアム4世により王室からの援助が勅許された。これはゴルフ関連団体に対する初めての王室勅許であり、ロイヤルアンドエンシェントゴルフクラブオブセントアンドリュース (The Royal and Ancient Golf Club of St Andrews) への勅許が初めてのものであるとしばしば誤って信じられているが、パースへの勅許はその前年に行われている。現在、「ロイヤル」の称号を使用する資格のあるクラブは世界中に70以上あるが、その中でパースは最古であることを誇りとしている。

## 関連情報
- ロイヤルステータスを付与されたゴルフクラブのリスト